# Camisola (prenda de vestir)

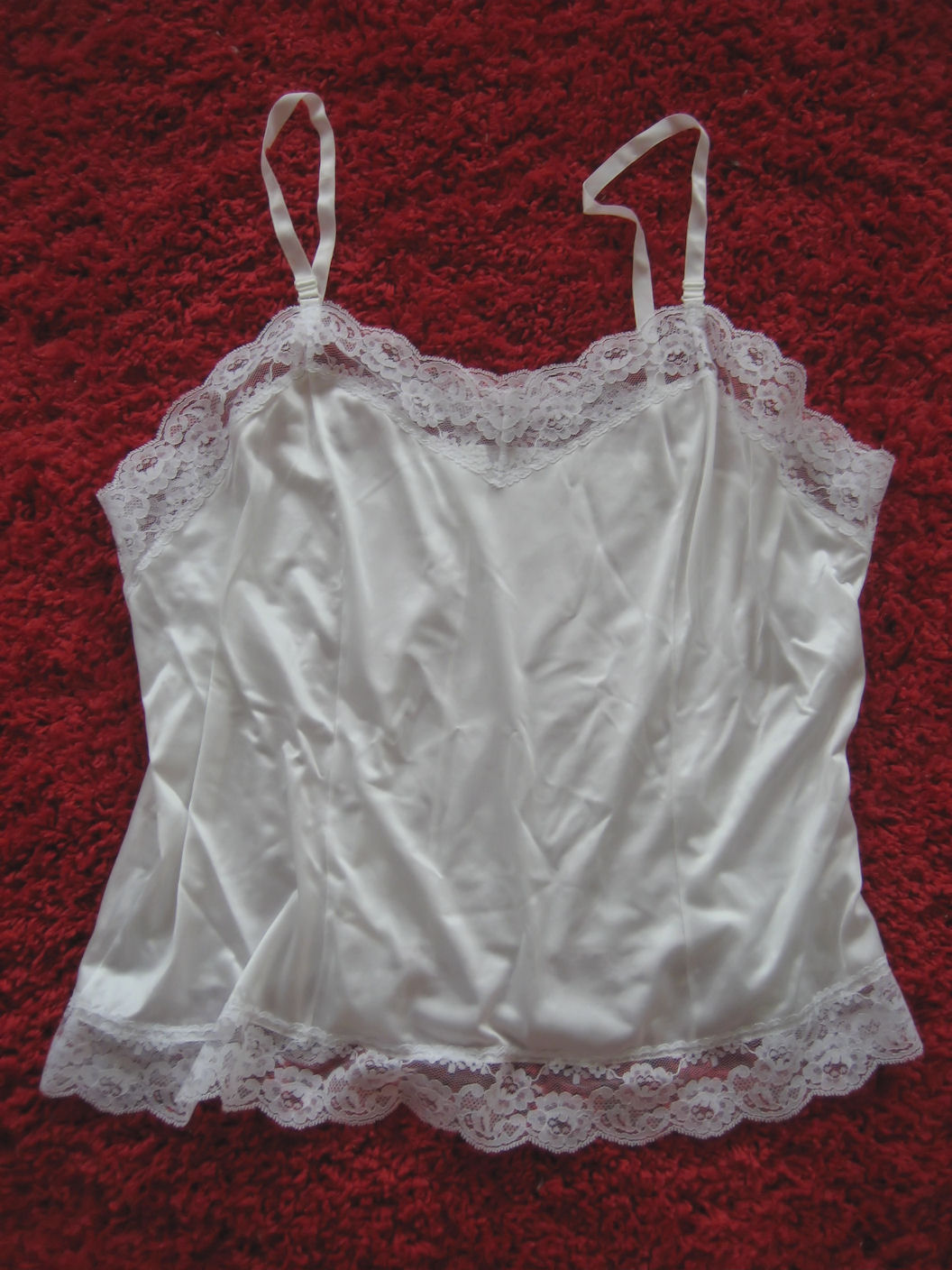
Camisola

Una camisola es una prenda de ropa interior femenina sin mangas, similar a una camiseta sin mangas, que por lo general se extiende hasta la cintura. La camisola se hace generalmente de satén, nylon o algodón.

## Historia
Históricamente, la camisola que se refiere a las chaquetas de diversos tipos, batas femeninas y chaquetas de manga usados por los hombres.
En el uso moderno de una camisola es una holgada ropa interior femenina sin mangas que cubre la parte superior del cuerpo, pero es más corta que una camisa. Una camisola normalmente se extiende hasta la cintura, pero a veces se recorta para exponer el estómago o se extiende a toda la región pélvica. Las camisolas se fabrican a partir de materiales ligeros, comúnmente base de algodón, ocasionalmente satén o de seda, o tejidos elásticos, tales como licra, nylon o spandex.
Una camisola tiene típicamente tirantes delgados y se puede usar sobre un sostén o sin uno. Desde 1989, algunas camisolas han venido con un sujetador incorporado con aro u otro soporte que elimina la necesidad de un sostén entre los que uno prefiera. Recientemente, las camisolas han sido utilizadas como ropa exterior.